# Pavel Mašek
Pavel Mašek (Zwikowitz, Bohèmia, 14 de setembre de 1761 - Viena, 22 de novembre de 1826) fou un compositor i organista bohemi. Era germà i oncle dels també músics Vinzenz Mašek i Kašpar Mašek respectivament.
Abans de complir els quinze anys ja havia escrit molta música, i després d'haver sigut preceptor de diverses famílies, entrà al servei del comte de Nadasdi, al costat del qual va romandre cinc anys. Després es dedicà a donar concerts en públic i es va fer aplaudir amb entusiasme.
A més de gran nombre de composicions religioses, deixà les òperes Der Riesenkampf i Waldraf der Wanderer, cantates, simfonies, quartets, quintets i sextets per a instruments de corda, sonates, etc.